# Hester Street
Hester Street (Brasil: A Rua da Esperança ) é um filme norte-americano de 1975, do gênero drama, dirigido por Joan Micklin Silver  e estrelado por Steven Keats e Carol Kane.

## Notas de produção

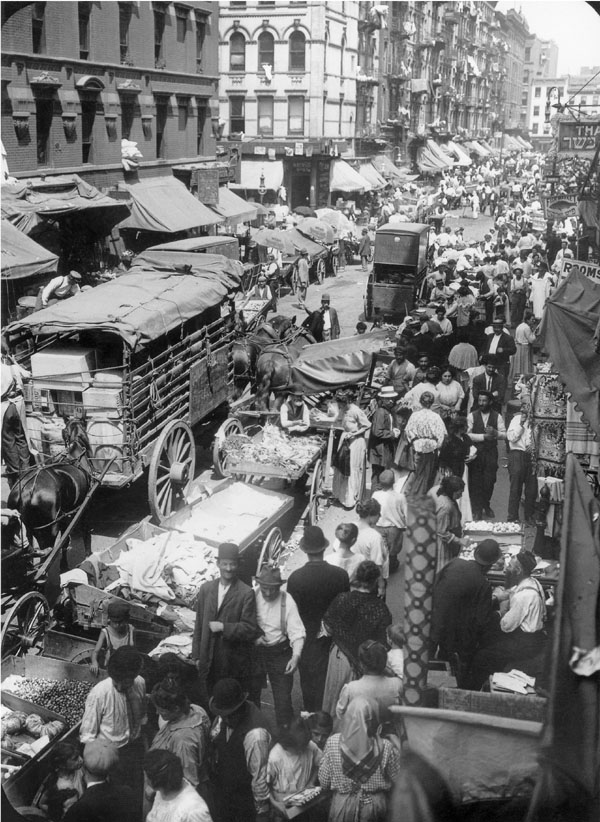
A Hester Street em 1903, época em que o filme é ambientado.